# 丁葉燕薇

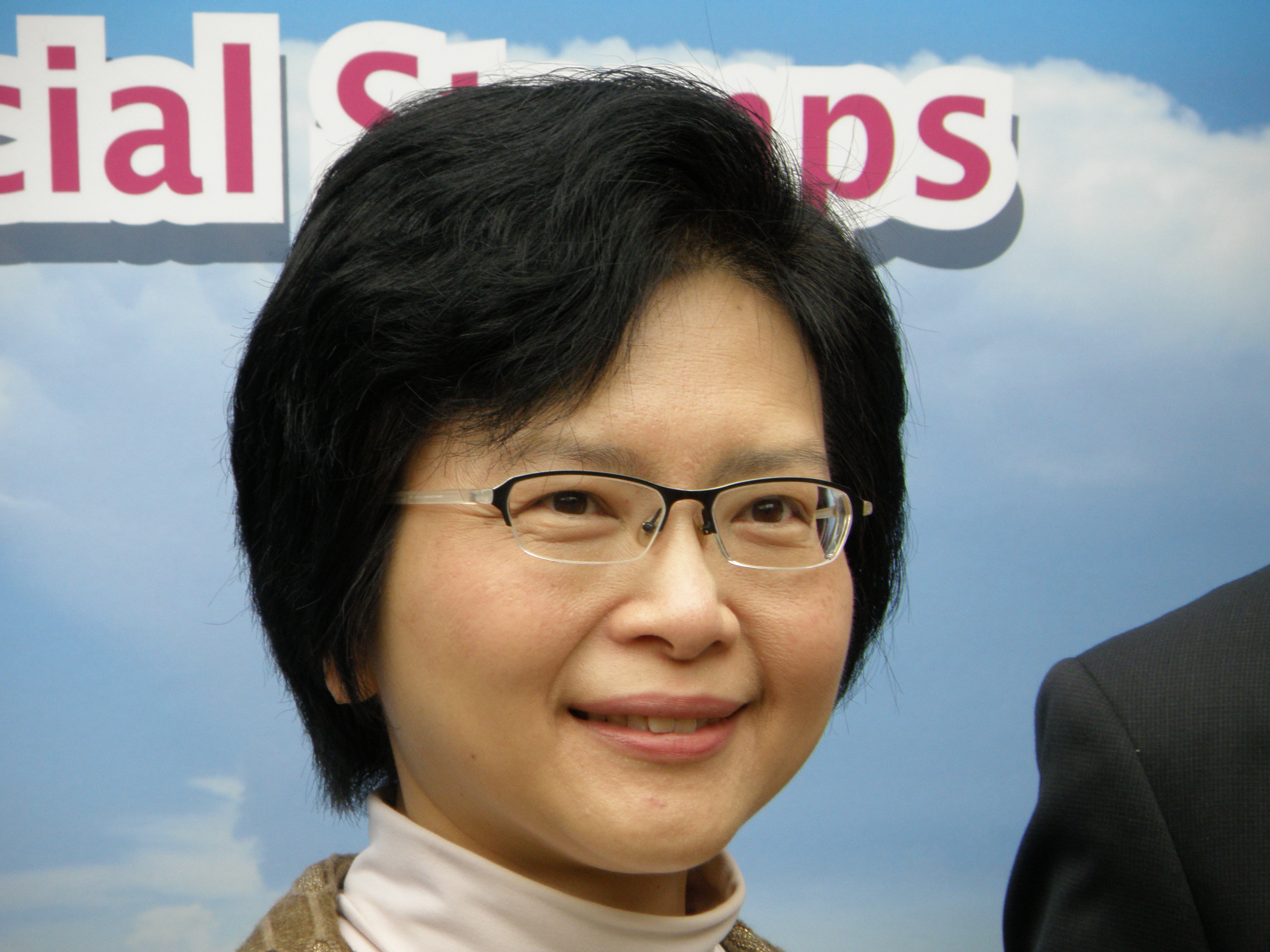
丁葉燕薇

丁葉燕薇，SBS，JP（1963年5月2日—），香港政府官員，退休前為公務員事務局主任（特別職務）。

## 簡歷
丁葉燕薇早年就讀著名女校嘉諾撒聖瑪利書院，香港大學畢業後於1985年9月加入政務職系，於2014年4月晉升為首長級甲級政務官。此前完成了劍橋大學文學碩士學位。
丁葉燕薇曾在多個決策局和部門任職，包括房屋署、前常務科、前經濟科、前銓敍科（後改稱公務員事務局）、前財政科、前資訊科技及廣播局和前工務局。她於2001年6月至2005年7月出任公務員事務局副局長（後改稱公務員事務局副秘書長），2005年7月至2007年7月出任行政長官私人秘書，再於2007年7月至2009年9月出任保安局副秘書長，並於2009年9月至2011年10月出任發展局副秘書長（工務）。
2011年8月，原香港郵政署長張雲正調任香港海關關長，丁葉燕薇調任香港郵政署長，2011年10月3日上任。
丁葉燕薇於2017年3月20日出任候任行政長官辦公室秘書長，及後於同年7月1日起出任行政長官辦公室常任秘書長。
2019年9月2日，香港駐歐洲聯盟特派代表林雪麗接替丁葉燕薇出任行政長官辦公室常任秘書長，而丁葉燕薇則由同年9月15日擔任發展局工務科主任(工務)特別職務。
2020年7月15日起借調擔任通訊及創意產業科
主任(檢討)

## 親身致函慰問員工家屬
2011年12月16日，元朗派遞局一名任職20餘年的郵差疑數日前遭新上司薄責，當日上班期間返回家中跳樓自殺，終年53歲，兄長透露死者原定2年後退休，加上曾患病，上司應多加體諒，又不滿郵政署冷漠，對胞弟之死不聞不問。
香港郵政指署方事後已致電死者家屬，剛上任署長不久的丁葉燕薇更親身致函慰問，顯示丁葉燕薇對員工重視和尊重。福利組會安排發放死亡恩恤金及未放取假期特惠金予其家屬，強調死者並無因工作問題被斥責。